# Märta Elisabeth Hallblad
Märta Elisabeth Hallblad, född Sneckenberg 1729, död 1808, var en svensk författare och föreståndare för ett flickpensionat. 
Hon var dotter till den svenska kaptenen Gustaf Reinhold Sneckenberg och Anna Catharina von Lemken från Livland. Hennes föräldrar hade båda varit i svensk fångenskap under stora nordiska kriget och familjen var fattig. Hon arbetade från 14 års ålder: först som hushållerska hos en släkting, sedan som sömmerska och därefter som lärare i Stockholm. Hon gifte sig 1756 med porträttmålaren och professorn Erik Hallblad, som var herrnhutare. Själv blev hon också medlem i herrnhutarna. Hallblad drev efter sitt giftermål en flickpension i Stockholm.  
Märta Elisabeth Hallblad författade i enlighet med vad som var sed i herrnhutismen sin självbiografi år 1761. Herrnhutismen hade kommit till Stockholm på 1720-talet, och hennes självbiografi var den första skriven av en kvinnlig församlingsmedlem. Ytterligare 35 kvinnliga herrnhutare skrev sina självbiografier fram till 1810-talet, de flesta före år 1790: bland dem fanns Hebba Christina Lejonanckers från 1774, Margareta Stenmans från 1779, Maria Elisabet Hörnbergs från 1785, Anna Dorotea Wessmans från 1785 och Sara Holmstens från 1787.  